# Monte Ayalu
L'Ayalu detto anche Ayelu è un vulcano riolitico situato a sud della regione di Afar in Etiopia.

## Descrizione
Sul suo versante est, il vulcano raggiunge un'elevazione di 2145 metri, è attraversato da una faglia ed è ricoperto da ignimbriti provenienti dal vulcano Adua posto a est dell'Ayalu. Le pendici del vulcano sono formate da uno spesso strato di lava riolitica. Dai suoi fianchi occidentali sgorgano sorgenti di acqua calda.